# Tenisová akademie Nicka Bollettieriho

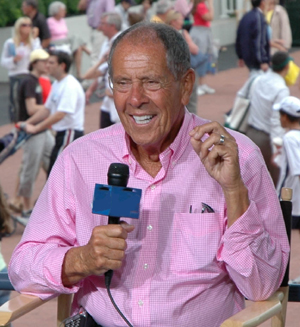
Nick Bollettieri, (2006)

Tenisová akademie Nicka Bollettieriho (anglicky: The Nick Bollettieri Tennis Academy (NBTA)) je středisko pro výuku tenisových talentů a pro trénink hráčů se sídlem v Bradentonu na Floridě (USA). V roce 1978 ji založil Nick Bollettieri a roku 1987 pak prodal společnosti  International Management Group (IMG). Přesto si v ní zachoval vedoucí trenérské a řídící postavení.
Systém je postaven na kombinaci náročné tenisové přípravy a plnění školní docházky, fakticky tenisově orientované třídy. Důraz se klade na disciplínu, odpovědnost a ctižádost studentů, aby dosahovali co nejlepší výsledky, jak v tenise, tak mimo něj. Akademie využívá 35 dvorců s tvrdým povrchem, 16 antukových kurtů (1 dvorec s červenou, ostatní se zelenou antukou) a 4 halové dvorce. Je považována za nejslavnější tenisovou akademii na světě.
Například v roce 1987 se hlavní soutěže ve Wimbledonu zúčastnilo třicet dva žáků či bývalých žáků akademie, na US Open pak startovalo dvacet sedm z nich.

## Výběr absolventů
- Andre Agassi
- Boris Becker
- Jennifer Capriatiová
- Vanessa Džmurová
- Jim Courier
- Thomas Enqvist
- Mary Joe Fernandezová
- Taťána Golovinová
- Tommy Haas
- Daniela Hantuchová
- Martina Hingisová
- Jelena Jankovićová
- Anna Kurnikovová
- Iva Majoliová
- Xavier Malisse
- Paul-Henri Mathieu
- Max Mirnyj
- Mark Philippoussis
- Mary Pierceová
- Marcelo Ríos
- Greg Rusedski
- Pete Sampras
- Monika Selešová
- Maria Šarapovová
- Nicole Vaidišová
- Serena Williamsová
- Venus Williamsová

## Citáty
| „                | Můj nejtalentovanější žák, s nímž jsem kdy pracoval, byl Marcelo Ríos. Mohl z něj vyrůst jeden z nejlepších tenistů historie, ale nedokázal akceptovat svůj talent | “ |
| — N. Bollettieri | |   |